# Ilha Margarida
A ilha Margarida (em húngaro:  Margit-Sziget) é uma ilha fluvial do rio Danúbio, em Budapeste, Hungria. Tem 2,5 km de comprimento e uma área de 0,965 km2, estando situada no distrito 13 de Budapeste, entre Buda e Pest. A ilha é uma zona de lazer cheia de parques, muito popular tanto para turistas como para os budapestenses. A ilha é acessível pela Ponte Margarida (sul) e pela Ponte Árpád (norte).
Os seus pontos mais destacados são: 
- o monumento comemorativo do centenário da unificação da cidade;
- um pequeno jardim japonês com um tanque termal de peixes no centro;
- um pequeno jardim zoológico caracterizado por uma ampla gama de aves aquáticas e outros animais;
- o “Poço da Música” (Zenélő kút), um pequeno pavilhão que foi originalmente construído para concertos ao ar livre (perto da ponte Árpád);
- a “Fonte da Música” (Zenélő szökőkút), uma fonte na qual, no verão, se pode ver um espectáculo de luzes combinadas com música (perto da ponte Margarida);
- uma torre de água octogonal de 57 metros (construção modernista de 1911, hoje usada como miradouro e sala de exposições).

A Fonte da Música e a Torre de Água são monumentos protegidos pela Unesco. A ilha alberga vários estabelecimentos desportivos como o parque aquático Palatinus (o maior complexo desportivo de natação ao ar livre em Budapeste), a piscina desportiva Alfréd Hajós (onde se realizou o Campeonato Europeu de Natação de 2006), um estádio de ténis e um centro de atletismo. 

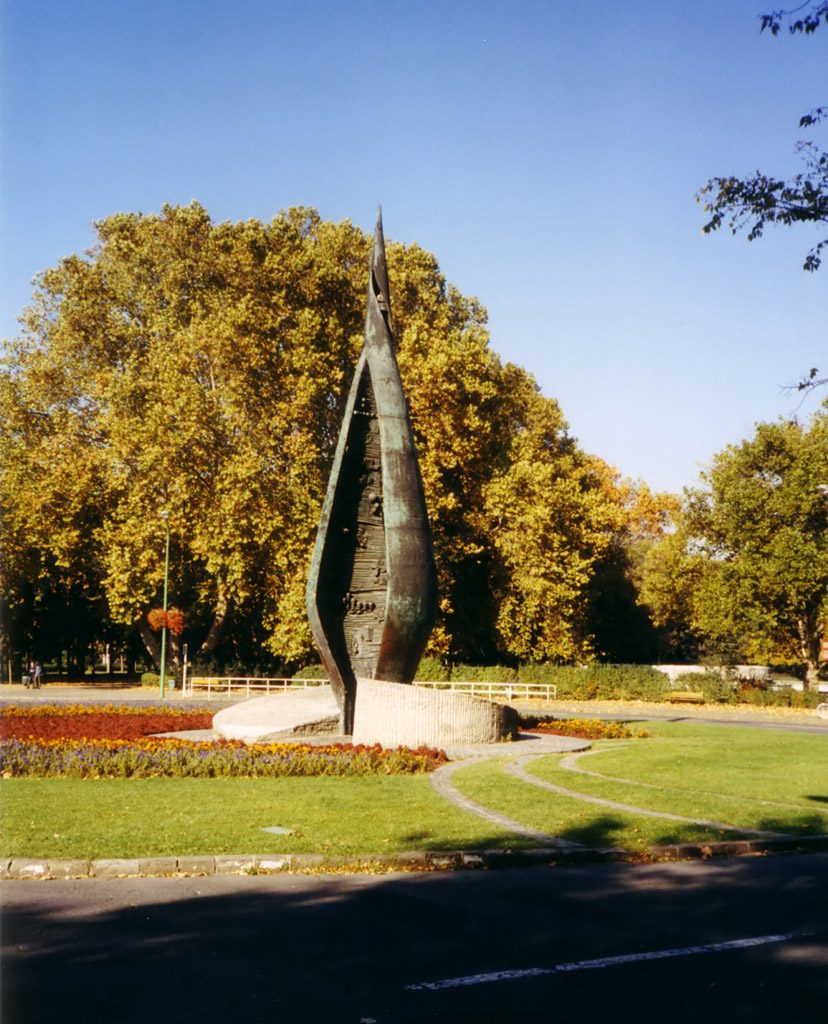
Monumento comemorativo do centenário da unificação da cidade

Também se pode encontrar alojamento em dois hotéis: o Grand Hotel Margitsziget, e o moderno Thermal Hotel Margitsziget com balneário de águas termais e vários serviços terapêuticos. Há ainda um teatro ao ar livre com capacidade de 3500 lugares e vários clubes e restaurantes. Para explorar o lugar o passar um tempo agradável, há quatro bici-táxis o pequenos carros elétricos que se podem alugar para usar exclusivamente na ilha.

## História
Os primeiros a ocupar a ilha foram provavelmente os cavaleiros da Ordem de Malta no século XII. Entre os monumentos históricos presentes estão as ruínas do século XIII de uma igreja franciscana, uma dominicana e um convento, bem como uma igreja premonstratense do século XII. Alguns membros da Ordem de Santo Agostinho também viveram nesta ilha. 
A ilha costumava chamar-se Ilha dos Coelhos (em húngaro: Nyulak szigete), e foi depois de Margarida da Hungria (1242- 1270), a filha de Bela IV da Hungria, que recebeu o seu nome atual. Após a invasão mongol de 1241, o rei decidiu oferecer a sua filha como monja, para pedir a Deus que o reino não fosse atacado de novo por esses inclementes pagãos. Mandou construir um convento dominicano na ilha dos coelhos, e como gesto de religiosidade, filhas entregues por muitos nobres húngaros e algumas viúvas retiraram-se para dito sítio. No total, segundo os registos, a população do convento era de cerca de 5 monjas filhas de "commes" (o governador de região, conde), e cerca de 15 monjas filhas de "dominus" (ou seja, senhores nobres). De igual modo a princesa Margarida de Moesia, filha de Ana da Hungria, a filha do rei Bela IV, assim como a beata Isabel da Hungria, a viúva (1260 - 1320), a filha do posterior rei Estêvão V da Hungria também se uniram à vida religiosa seguindo Santa Margarida. Desta maneira, como particularidade, a população inicial do convento era composta quase exclusivamente por membros da família real e por altos nobres, o qual é mais tangível ainda quando em documentos, lendas e crónicas se mencionam constantemente os numerosos criados e serviçais do mosteiro (o qual não propriamente um convento cuja população fosse composta por gente vinda do campo).
Os conventos, igrejas e claustros funcionaram ininterruptamente até à invasão tártara no século XVI, e posteriormente no século XVIII foi escolhida para ser lugar de veraneio de palatinos (em húngaro: nádor). Por iniciativa do arquiduque Alexandre Leopoldo da Áustria, conde palatino húngaro, a corte de Viena realizou uma troca de propriedades em 1790, obtendo para a sua família a ilha (que nessa época ainda era composta por três ilhas menores). Alexandre Leopoldo planeava converter a ilha num enorme jardim ao estilo do jardim do Palácio de Schönbrunn em Viena. Porém, em 1795, a sua morte impediu que terminassem as remodelações e foi o seu irmão mais novo, José António da Áustria, que lhe sucedeu como  palatino (conde Palatino), e que junto com o jardineiro real Károly Tots completou o parque. José António construiu igualmente um palácio de veraneio na ilha para a sua mulher Alexandra Pavlovna Romanova. Em 1814 foi nessa residência na ilha que se encontraram o czar Alexandre I da Rússia, o rei Frederico Guilherme III da Prússia e o imperador Francisco I da Áustria, os aliados contra de Napoleão Bonaparte.
Desde a aquisição da ilha por parte de José António, esta converteu-se num dos lugares favoritos de lazer da população de Buda e de Pest, embora legalmente esta ilhe continue a pertencer legalmente à família dos palatinos Habsburgo. Posteriormente, quando em 1866 se descobriram fontes de águas termais na ilha, arrancou o projeto de construir termas, tendo estas sido inauguradas em 1873, juntamente com um pequeno hotel, um outro grande e ao estilo neo-renascentista e dois restaurantes, tudo por iniciativa de José Carlos da Áustria, o filho do falecido José António. Até 1900 apenas se podia aceder à ilha usando barcos, e posteriormente construiu-se uma ponte do lado de Pest. Em 1908, o conselho da cidade declarou a ilha parque público.
Desde a década de 1980, a entrada de automóveis está limitada a casos especiais; só se permite a entrada a uma única carreira de autocarro e a táxis, além do tráfego para abastecimento de lojas e restaurantes. Na ponta norte da ilha existe um parque automóvel para os clientes dos hotéis. Há uma excelente pista para footing, com 5350 metros e que rodeia toda a ilha (com marcações a cada 500 metros).

## Acesso turístico
A forma mais fácil de chegar à ilha é viajar nos elétricos 4/6 até à paragem Margit híd. Se se desejar atravessar a ponte a pé pode-se viajar até à paragem Jászai Mari tér, ou até Margit híd, budai híd. Em ambos os casos, o elétrico deixa os passageiros num dos acessos à poente. Igualmente, o autocarro 26, que circula dentro da ilha, parte da estação ferroviária Nyugati.